# Pietrasiewicz
Pietrasiewicz – polski herb szlachecki, odmiana herbu Leliwa.

## Opis herbu
W polu błękitnym, pod złotym krzyżem, złoty półksiężyc obejmujący takąż gwiazdę. Nad hełmem w koronie trzy pióra strusie.

## Najwcześniejsze wzmianki
Podług Ostrowskiego odmiana przysługiwała Pietrasiewiczom zapisanym do szlachty Królestwa Polskiego. Taka sama odmiana miała przysługiwać też Ostrowskim.
Zbigniew Leszczyc wspomina Pietrasiewiczów h. Leliwa na Litwie w roku 1536 (ale nie daje im odmiany).

## Herbowni
Ostrowski, Pietrasiewicz, Pietraszewicz.